# أوغوستين فيرنانديز
أوغوستين فيرنانديز (13 أكتوبر 1988 بغوا في الهند - ) هو لاعب كرة قدم هندي في مركز الدفاع. شارك مع منتخب الهند لكرة القدم. أما مع النوادي، فقد لعب مع نادي سالغاوكار وأتلتيكو كلكتا وSesa Football Academy ‏.